# دوست محمد (إيران)
دوست محمد (بالفارسية: دوست‌محمد) هي مدينة تقع في إيران في سيستان وبلوتشستان. يقدر عدد سكانها بـ 6,902 نسمة .